# Gymnosporangium fusisporum
Gymnosporangium fusisporum är en svampart som beskrevs av E. Fisch. 1918. Gymnosporangium fusisporum ingår i släktet Gymnosporangium och familjen Pucciniaceae.   Inga underarter finns listade i Catalogue of Life.